# Wisła Kraków (koszykówka mężczyzn)
Wisła Kraków – sekcja koszykówki Towarzystwa Sportowego Wisła Kraków z siedzibą w Krakowie. Jest to sześciokrotny mistrz Polski w koszykówce mężczyzn. Obecnie występuje w II lidze.
W latach 1933–1937 sekcja koszykówki męskiej była zawieszona, a w latach 2003–2005 w rozgrywkach PLK występowała wspólna drużyna współtworzona z Unią Tarnów.

## Nazwy sekcji
| Lata      | Pełna nazwa klubu                                       |
| --------- | ------------------------------------------------------- |
| 1928–1933 | Towarzystwo Sportowe Wisła Kraków                       |
| 1937–1949 | Towarzystwo Sportowe Wisła Kraków                       |
| 1949      | Gwardia–Wisła Kraków                                    |
| 1949–1955 | Gwardia Kraków                                          |
| 1955–1957 | Wisła Kraków                                            |
| 1957–1967 | Towarzystwo Sportowe Wisła Kraków                       |
| 1967–1990 | Gwardyjskie Towarzystwo Sportowe Wisła Kraków           |
| 1990–1994 | Towarzystwo Sportowe Wisła Kraków                       |
| 1994–1995 | Wisła/Hutnik Kraków                                     |
| 1995–1997 | Towarzystwo Sportowe Wisła Kraków                       |
| 1997–1998 | Towarzystwo Sportowe Wisła Polfa Kraków                 |
| 1998–2001 | Towarzystwo Sportowe Wisła Kraków                       |
| 2001–2002 | Towarzystwo Sportowe Wisła Euronit American Bull Kraków |
| 2002–2003 | Towarzystwo Sportowe Wisła Śnieżka Kraków               |
| 2003–2004 | Unia/Wisła Kraków                                       |
| 2004–2005 | Platinum Wisła Kraków                                   |
| 2005–2010 | Towarzystwo Sportowe Wisła Kraków                       |
| 2010–2012 | Wisła AWF Kraków                                        |
| od 2012   | Towarzystwo Sportowe Wisła Kraków                       |

## Osiągnięcia
Seniorskie
- Mistrzostwo Polski (1954, 1962, 1964, 1968, 1974, 1976)
- Wicemistrzostwo Polski (1947, 1952, 1956, 1959, 1965, 1966, 1967, 1969, 1971, 1975, 1977, 1984)
- Brąz mistrzostw Polski (1957, 1958, 1961, 1963, 1970, 1972)
- Puchar Polski (1952)
- Finał pucharu Polski (1953, 1958, 1969, 1971, 1983)

Młodzieżowe
- Mistrzostwo Polski juniorów (1962, 1968, 1994)
- Wicemistrzostwo Polski:
  - juniorów (1961, 1965, 1967, 1977, 2008)
  - juniorów starszych (1999)
- Brąz mistrzostw Polski juniorów (1970)

## Europejskie puchary
|  | Legenda do wszystkich tabel: - Q – runda eliminacyjna, 1/16, 1/8, 1/4, 1/2 – odpowiednia faza rozgrywek, Grupa – runda grupowa, 1r gr – pierwsza runda grupowa, 2r gr – druga runda grupowa, F – finał, R – runda, PO – play-off - los. – losowanie, dogr. – dogrywka |

| Sezon   | Rozgrywki                 | Runda   | Klub                   | Dom    | Wyjazd | Ogólnie    |
| ------- | ------------------------- | ------- | ---------------------- | ------ | ------ | ---------- |
| 1962/63 | Puchar Europy             | 1R      | BV Landlust            | 67–76  | 57–90  | 124–166    |
| 1962/63 | Puchar Europy             | 2R      | BBC Etzella            | 52–83  | 53–115 | 105–198    |
| 1962/63 | Puchar Europy             | 1/4     | CSKA Moskwa            | 75–72  | 47–80  | 122–152    |
| 1964/65 | Puchar Europy             | 2R      | Łokomotiw Sofia        | 79–61  | 54–82  | 133–143    |
| 1964/65 | Puchar Europy             | 1/4     | CSKA Moskwa            | 62–68  | 60–94  | 122–162    |
| 1965/66 | Puchar Europy             | 2R      | AEK Ateny              | 72–71  | 81–79  | 153–150    |
| 1966/67 | Puchar Zdobywców Pucharów | 1R      | Helsingin Kisa-Toverit | 77–97  | 72–109 | 149–206    |
| 1966/67 | Puchar Zdobywców Pucharów | 2R      | Gießen 46ers           | 77–106 | 64–100 | 141–206    |
| 1966/67 | Puchar Zdobywców Pucharów | 1/4     | Czernomorec Burgas     | 75–52  | 60–87  | 127–147    |
| 1967/68 | Puchar Zdobywców Pucharów | 1R      | Fribourg Olympic       | 61–104 | 61–81  | 122–185    |
| 1967/68 | Puchar Zdobywców Pucharów | 2R      | Vorwärts Lipsk         | 70–63  | 72–68  | 142–131    |
| 1968/69 | Puchar Europy             | 1R      | İTÜ                    | 91–70  | 56–69  | 147–139    |
| 1974/75 | Puchar Europy             | 2R      | Alviks BK              | 94–87  | 79–93  | 173–180    |
| 1976/77 | Puchar Europy             | Grupa C | CSKA Moskwa            |        |        | IV miejsce |
| 1976/77 | Puchar Europy             | Grupa C | Alviks BK              |        |        | IV miejsce |
| 1976/77 | Puchar Europy             | Grupa C | Espoon Honka           |        |        | IV miejsce |
| 1977/78 | Puchar Zdobywców Pucharów | 2R      | Södertälje BBK         | 88–92  | 80–69  | 168–161    |

## Nagrody i wyróżnienia

### Seniorskie
| MVP I ligi/PLK - Wiesław Langiewicz (1968) - Andrzej Seweryn (1973, 1974) - Krzysztof Fikiel (1984) | Składy najlepszych zawodników ligi - Krzysztof Fikiel (1982, 1984–1987) - Marek Sobczyński (1988) | Reprezentacja gwiazd Europy - Bohdan Likszo (1966) - Andrzej Seweryn (1973) |

### Młodzieżowe
| MVP mistrzostw Polski juniorów - Jacek Wójcik (1962) - Kazimierz Lenczowski (1965) Liderzy strzelców mistrzostw Polski juniorów - Jacek Wójcik (1962) - Kazimierz Lenczowski (1965) - Marek Ładniak (1968) | Składy najlepszych zawodników mistrzostw Polski juniorów - Krzysztof Fikiel (1977) - Zbigniew Kudłacz (1977) - Janusz Seweryn (1977) - Krzysztof Fikiel (1978) - Zbigniew Kudłacz (1978) - Janusz Seweryn (1978) - Jacek Międzik (1978) - Adam Herdzina (1978) |

## Ligowi liderzy
Punkty
- Zdzisław Dąbrowski (1951, 1952)
- Bohdan Likszo (1968, 1969)

## Reprezentanci Polski
Seniorów
| Igrzyska olimpijskie - Krystian Czernichowski (1964) - Krzysztof Fikiel (1980) - Piotr Langosz (1972) - Bohdan Likszo (1964, 1968) - Tadeusz Pacuła (1960) - Andrzej Seweryn (1972) | Mistrzostwa Europy - Jacek Arlet (1946, 1947) - Krzysztof Fikiel (1979, 1981, 1983, 1985, 1987) - Adam Gardzina (1975) - Edward Grzywna ( 1965) - Zbigniew Kudłacz (1979) - Dariusz Kwiatkowski (1975) - Wiesław Langiewicz ( 1963, 1965) - Piotr Langosz (1973, 1975) - Bohdan Likszo ( 1963, 1965, 1967, 1969) - Marek Ładniak (1969, 1971, 1975) - Tadeusz Pacuła (1955, 1957, 1959) - Stefan Wójcik (1955, 1957) - Wincenty Wawro (1955, 1957) - Marek Sobczyński (1985¹, 1987) - Andrzej Seweryn (1969¹, 1971, 1973, 1975, 1979) | Mistrzostwa świata - Wiesław Langiewicz (1967) - Bohdan Likszo (1967) |

Pozostali
- Jerzy Bętkowski
- Mirosław Bogucki
- Zdzisław Dąbrowski
- Jan Dolczewski¹
- Wojciech Majchrzak
- Jacek Międzik
- Jan Murzynowski
- Maciej Wężyk
- Piotr Szybilski¹
- Stanisław Słotołowicz
- Andrzej Suda¹
- Tomasz Suski¹

Młodzieżowe
| Mistrzostwa Europy U–18 - Adam Gardzina (1968) - Zbigniew Kudłacz (1976) - Dariusz Kwiatkowski (1970) - Piotr Langosz (1970) - Marek Ładniak (1968) - Stanisław Matelak (1970)¹ - Jacek Pietrzyk (1962) - Roman Rutkowski - Janusz Seweryn (1976) - Andrzej Suda¹ | Mistrzostwa Europy U–16 - Zbigniew Kudłacz (1975) |

¹ – nie jako zawodnik Wisły

## Zawodnicy
Obcokrajowcy
- Stiff Roy  (1977/1978)
- Anthony Freeman  (1980/1981)
- Andrij Nikonow  (1995–1998)
- Igor Melniks  (2001/2002)
- Tyrice Walker  (2000/2001)
- J.B. Reafsnyder  (2000/2001)
- Michael Ansley  (2003–2005)
- Brandun Hughes  (2003/2004)
- Aleksandar Avlijas  (2003/2004)

## Trenerzy
- Edward Szostak (1947–1950)
- Jerzy Groyecki (1950–1957)
- Jan Mikułowski (1957–1960)
- Michał Mochnacki (1960–1962)
- Jan Mikułowski (1962–1966)
- Jerzy Bętkowski (1966–1969)
- Tadeusz Pacuła (1969)
- Jerzy Bętkowski (1969–1971)
- Tadeusz Pacuła (1971–1973)
- Jerzy Bętkowski (1973–1978)
- Zdzisław Kassyk (1978–1979)
- Jerzy Bętkowski (1979–1980)
- Zdzisław Kassyk (1980)
- Jan Mikułowski (1980–1981)
- Zbigniew Koźmiński (1981–1982)
- Zdzisław Kassyk (1982–1983)
- Ludwik Miętta-Mikołajewicz (1983–1985)
- Andrzej Seweryn (1985–1987)
- Marcin Kasperzec (1987–1989)
- 1989–1995: bd
- Wojciech Downar-Zapolski (1995–2001)
- Wojciech Kobielski (2001)
- Bogusław Zając (2001–2002)
- Ryszard Żmuda (2002–2003)
- Tadeusz Rozwora (2003)
- Mariusz Karol (2003–2004)
- Bogusław Zając (2004–2005)
- Jarosław Zyskowski (2005)
- 2005–2006: bd
- Jan Długosz (2006–2008)
- Marcin Kękuś (2008–2009)
- Dawid Mazur (2009)
- Marek Paulisch (2009–2010)
- Dawid Mazur (2010–2011)
- Maciej Starowicz (2011–2012)
- Piotr Piecuch (od 2012)

## Imprezy międzynarodowe

### FIBA All-Star Games
Kraków

15.10.1965

– Gwiazdy Europy FIBA vs. Real Madryt: 101 – 83

– Real Madryt vs. Wisła Kraków: 70 – 85

16.10.1965 – Gwiazdy Europy FIBA vs. Wisła Kraków: 70 – 78
Skład Wisły Kraków: Bohdan Likszo, Edward Grzywna, Krystian Czernichowski, Ryszard Niewodowski, Jacek Pietrzyk, Jan Piotrowski, Andrzej Baron, Andrzej Guzik, Stefan Wójcik, Czesław Malec, Tadeusz Michałowski, Wiesław Langiewicz. Trener: Jerzy Bętkowski
Skład Gwiazd Europy FIBA: Tanhum Cohen-Mintz (Izrael), Radivoj Korać (Jugosławia), Trajko Rajković (Jugosławia), Sauro Bufalini (Włochy), Giambattista Cescutti (Włochy), Massimo Villetti (Włochy), Frantisek Konvicka (Czechosłowacja), Vladimir Pistelak (Czechosłowacja), Jan Bobrovsky (Czechosłowacja), Henri Grange (Francja), Jiorgos Tronddzos (Grecja), Martti Liimo (Finlandia). Trenerzy: Miloslav Kriz (Czechosłowacja), Carmine "Nello" Paratore (Włochy)
Kraków – 7.6.1981 – Gwiazdy Europy FIBA vs. Wisła Kraków: 121 – 81
Wisła Kraków: Zbigniew Kudłacz, Jerzy Binkowski, Wojciech Rosiński, Piotr Wielebnowski, Janusz Seweryn, Andrzej Seweryn, Stanisław Zgłobicki, Marek Żochowski, Mieczysław Młynarski, Zbigniew Bogucki, Jacek Międzik, Krzysztof Fikiel. Trener: Jan Mikułowski
Skład Gwiazd Europy FIBA: Mirza Delibašić (Jugosławia), Dražen Dalipagić (Jugosławia), Dragan Kićanović (Jugosławia), Pierluigi Marzorati (Włochy), Renato Villalta (Włochy), Juan Antonio Corbalán (Hiszpania), Rafael Rullan (Hiszpania), Juan Domingo de la Cruz (Hiszpania), Stanislav Kropilák (Czechosłowacja), Zdenek Kos (Czechosłowacja), Stanislav Eremin (ZSRR), Eric Beugnot (Francja). Trener: Antonio Díaz-Miguel (Hiszpania)

### Wisła Kraków – All-Stars USA
Kraków – 9.05.1964

Wisła Kraków 70:117 All-Stars USA
Skład All-Stars USA: Bill Russell (13 pkt.), Oscar Robertson (22), Jerry Lucas (20), Tom Heinsohn (18), K.C. Jones (4), Bob Pettit (32), Bob Cousy (6), Tom Gola (2). Trener: Red Auerbach
Skład Wisły: Bohdan Likszo (26), Wiesław Langiewicz (14), Czesław Malec (14), Krystian Czernichowski (6), Ryszard Niewodowski (6), Tadeusz Pacuła, Jan Piotrowski. Trener: Jan Mikułowski